# Dasylaelia
Dasylaelia este un gen de molii din familia Lymantriinae.